# Жак Бош
Жак Бош (фр. Jacques Bosch, справжнє ім'я Хайме Феліпе Хосе Босх, ісп. Jaime Felipe José Bosch; 1826, Барселона — 3 березня 1895, Париж) — французький гітарист і композитор каталонського походження. З 1853 р. жив і працював у Парижі.
Був близьким до Едуара Мане, який намалював обкладинку для видання п'єси Боша «Скарга мавра», фр. Plainte Moresque), співпрацював з Шарлем Гуно (їм належить написана разом Пасскалья, в якій партію гітари написав Бош, а партію скрипки — Гуно). Бош не поривав, однак і зв'язків зі своєю батьківщиною, перебуваючи, зокрема, в активному листуванні з Феліпе Педрелем. Автор безлічі п'єс для гітари і деяких інших творів, у тому числі невиданої опери «Роже де Флор» (фр. Roger de Flor; 1877). Був також відомим гітарним педагогом (серед його учнів Альфред Коттен), автором підручника гри на гітарі (фр. Méthode de Guitarre; 1890). Гітарні твори Боша були перевидані до сторіччя з дня його смерті.